# Le Girouard

Le Girouard este o comună în departamentul Vendée, Franța. În 2009 avea o populație de 852 de locuitori.